# J. D. 티핏

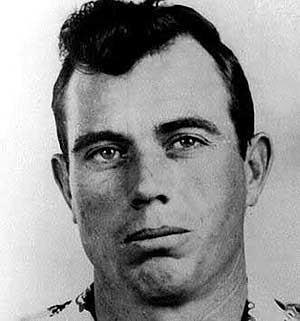
1963년의 티빗

J. D. 티핏(영어: J. D. Tippit, 1924년 9월 18일 ~ 1963년 11월 22일)은 댈러스 경찰국에서 11년간 복무한 미국 제2차 세계 대전 참전용사이자 경찰관이었다. 존 F. 케네디가 암살된 지 약 45분 후. 1963년 11월 22일 텍사스주 댈러스의 오크 클리프 지역의 주택가에서 총에 맞아 사망했다. 리 하비 오스월드는 티핏을 살해한 혐의로 처음 체포되었고, 이어서 케네디를 살해한 혐의로 체포되었다. 오스월드는 이틀 후 댈러스의 나이트클럽 주인 잭 루비에게 살해당했다.